# Rylsk (miasto)
Rylsk (ros. Рыльск) – miasto w zachodniej Rosji, centrum administracyjne rejonu rylskiego w obwodzie kurskim.
Miasto jest także jednostką administracyjną rejonu (osiedlem miejskim).

## Geografia
Miejscowość położona jest nad rzeką Sejm, 106 km od Kurska, a przez jej granice przechodzi trasa E38.

## Historia

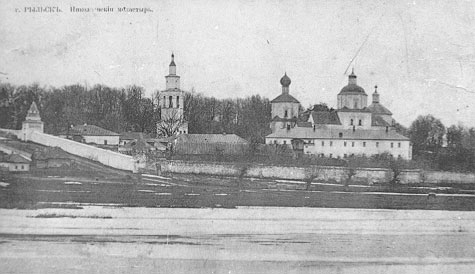
Rylsk na początku XX w.

Od ok. połowy XIV w. do 1522 leżał w granicach Litwy. W 1454 Kazimierz IV Jagiellończyk nadał miasto Iwanowi Szemiace. W 1522 przyłączone do Wielkiego Księstwa Moskiewskiego, od 1547 w granicach Carstwa Rosyjskiego. Po przyłączeniu Ukrainy Lewobrzeżnej do Rosji przebiegał tędy trakt handlowy łączący Ukrainę z Wielkorosją.
W Rylsku urodził się w 1747 Grigorij Szelichow (podróżnik i handlowiec związany z Alaską). W mieście stoi jego pomnik.
Na początku XX w. do szkoły w Rylsku uczęszczał tu Henryk Niewodniczański(polski fizyk, twórca Instytutu Fizyki Jądrowej Polskiej Akademii Nauk).
W latach 1941–1943 pod okupacją niemiecką.

## Demografia
W 2020 r. miasto liczyło sobie 16 005 mieszkańców.

## Galeria

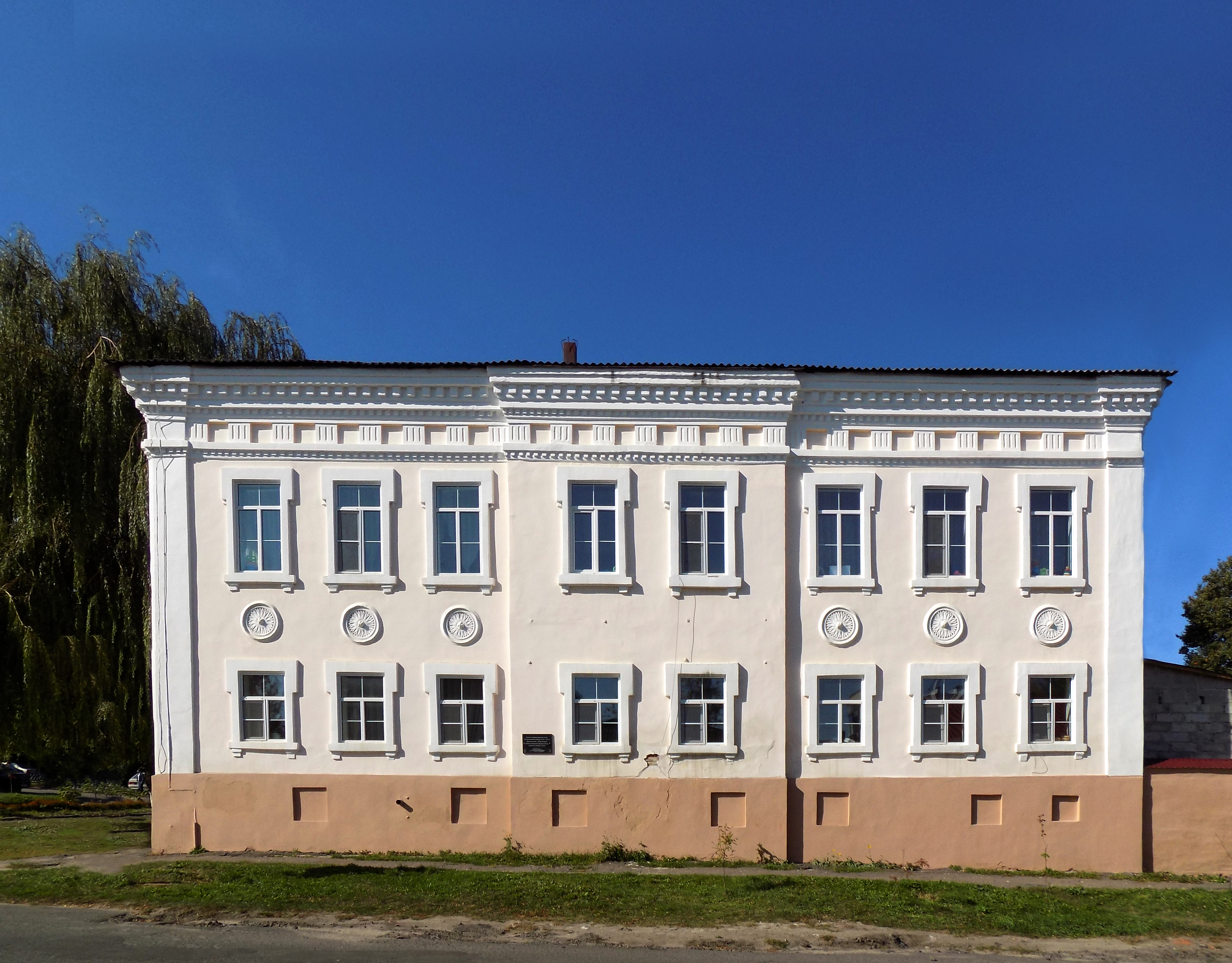
Rezydencja kupców z rodu Szelichowów przy ul. Karla Liebknechta
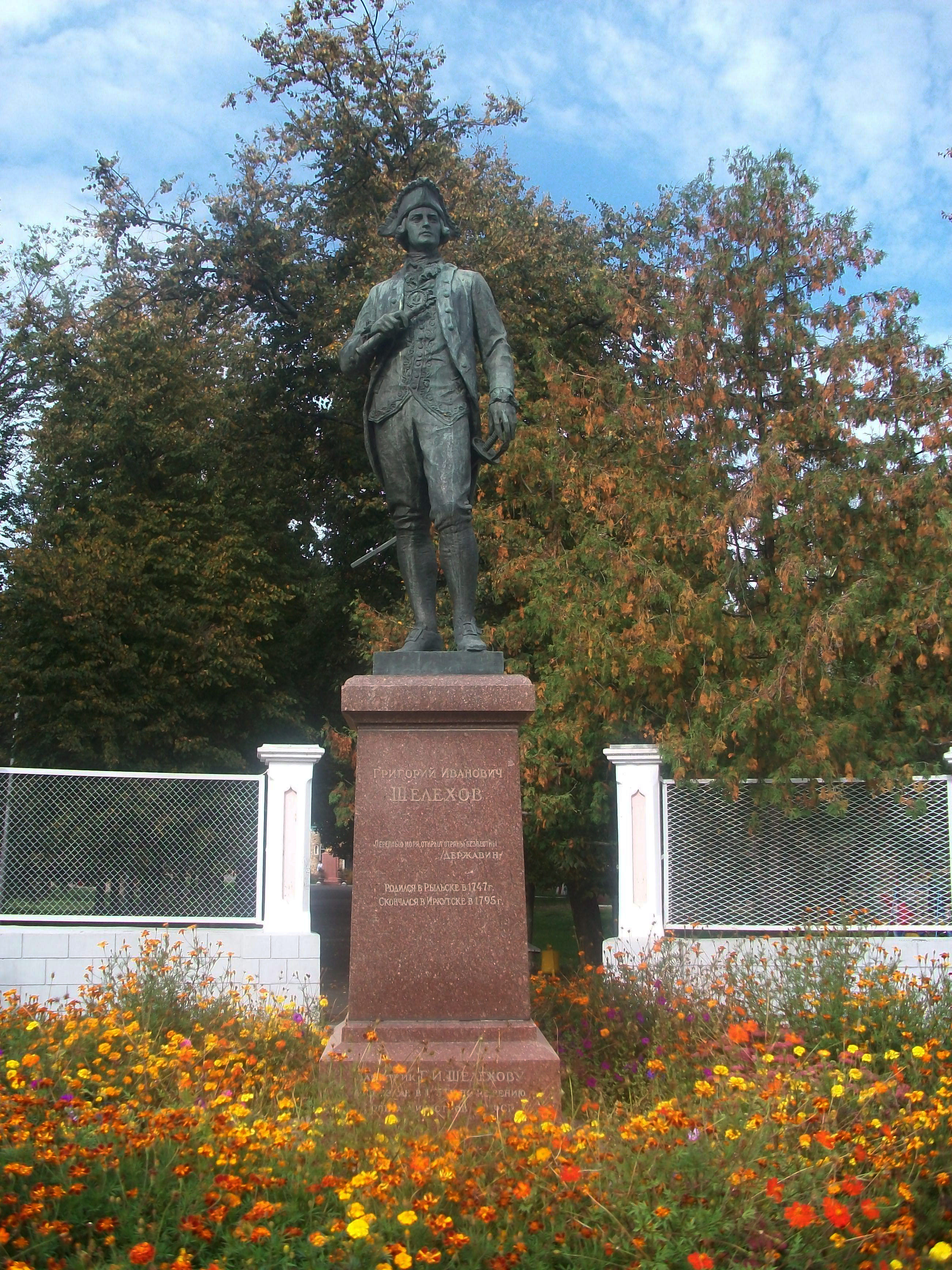
Pomnik Grigorija Szelichowa
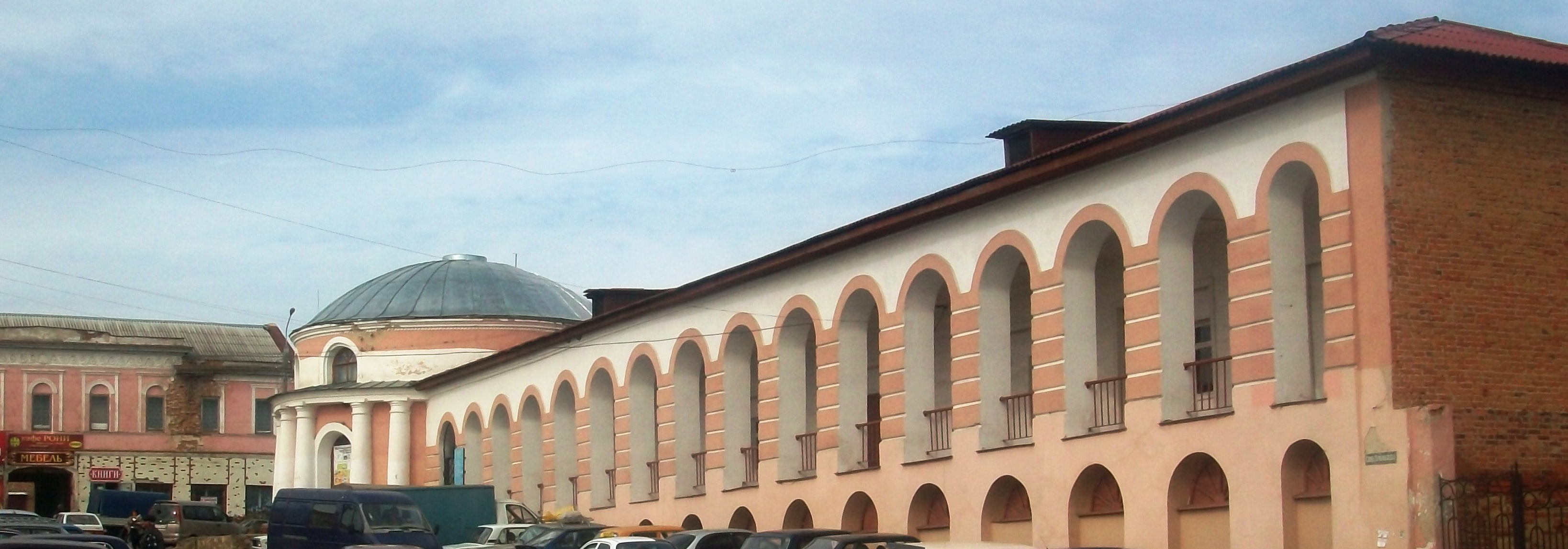
Muzeum rylskiej szkoły lotniczej i dziedzictwa G. I. Szelichowa.
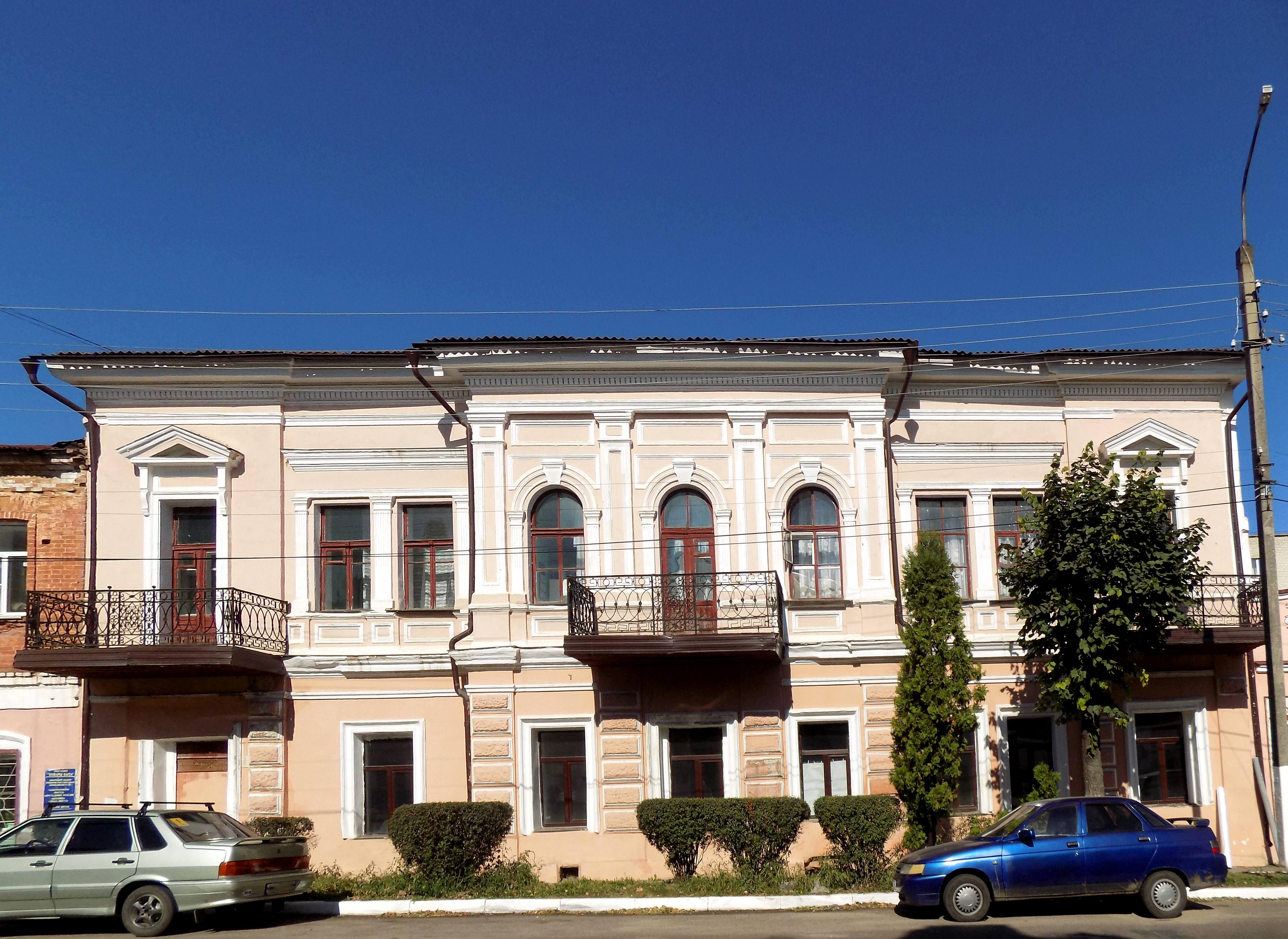
Budynek mieszkalny przy ul. Dzierżyńskiego
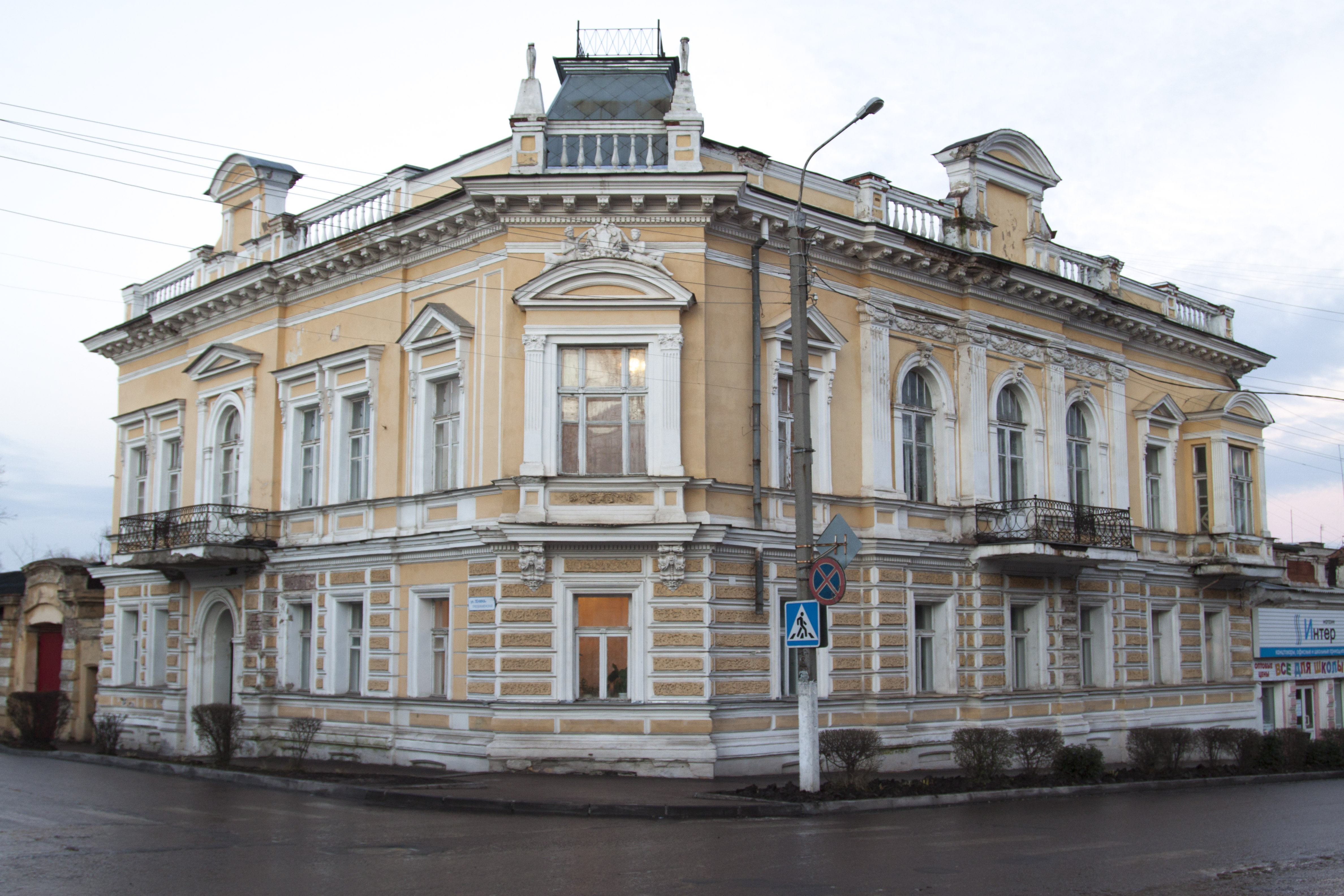
Dom kupca Filimonowa
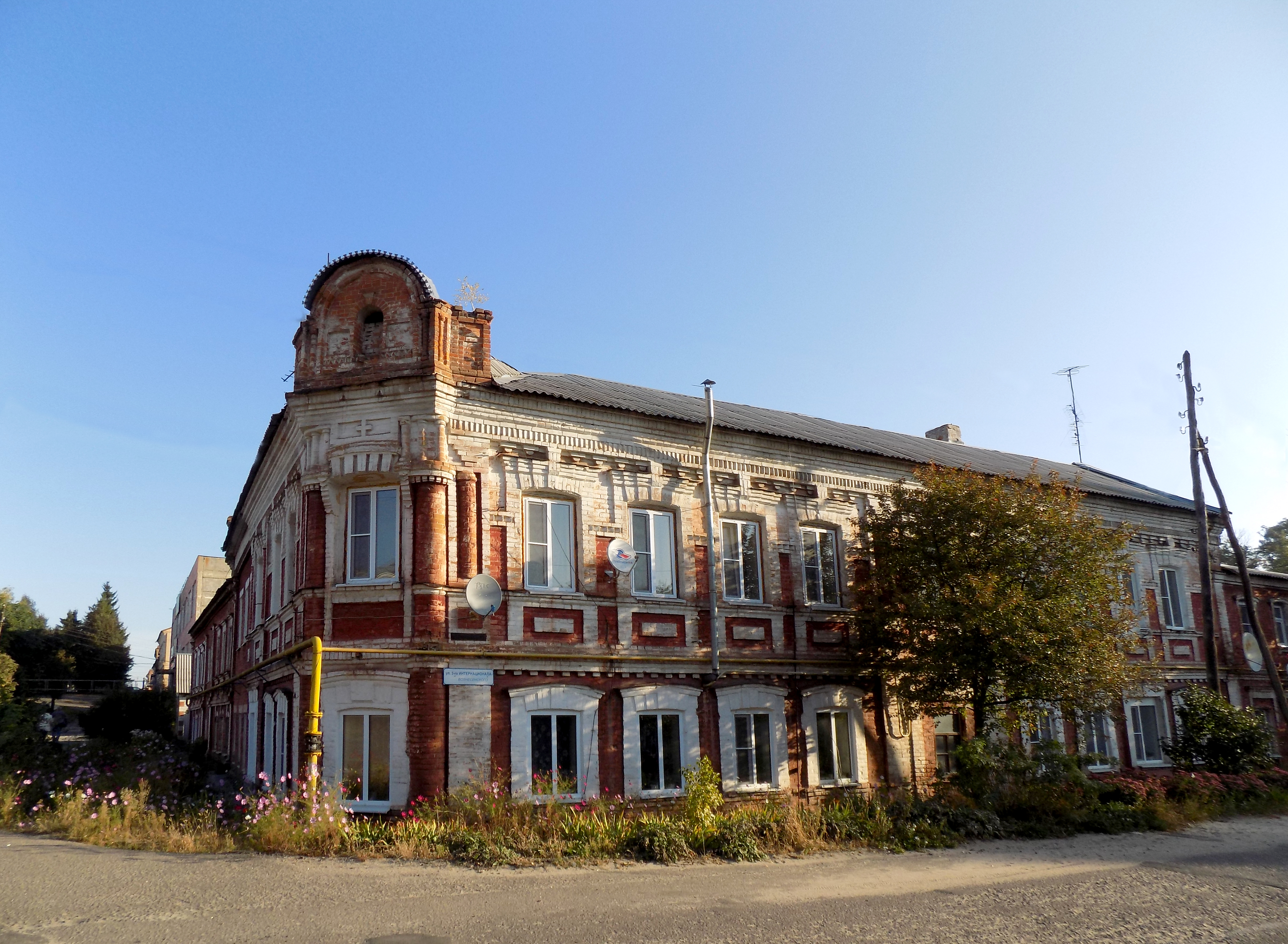
Dom właściciela ziemskiego Kniaziewa
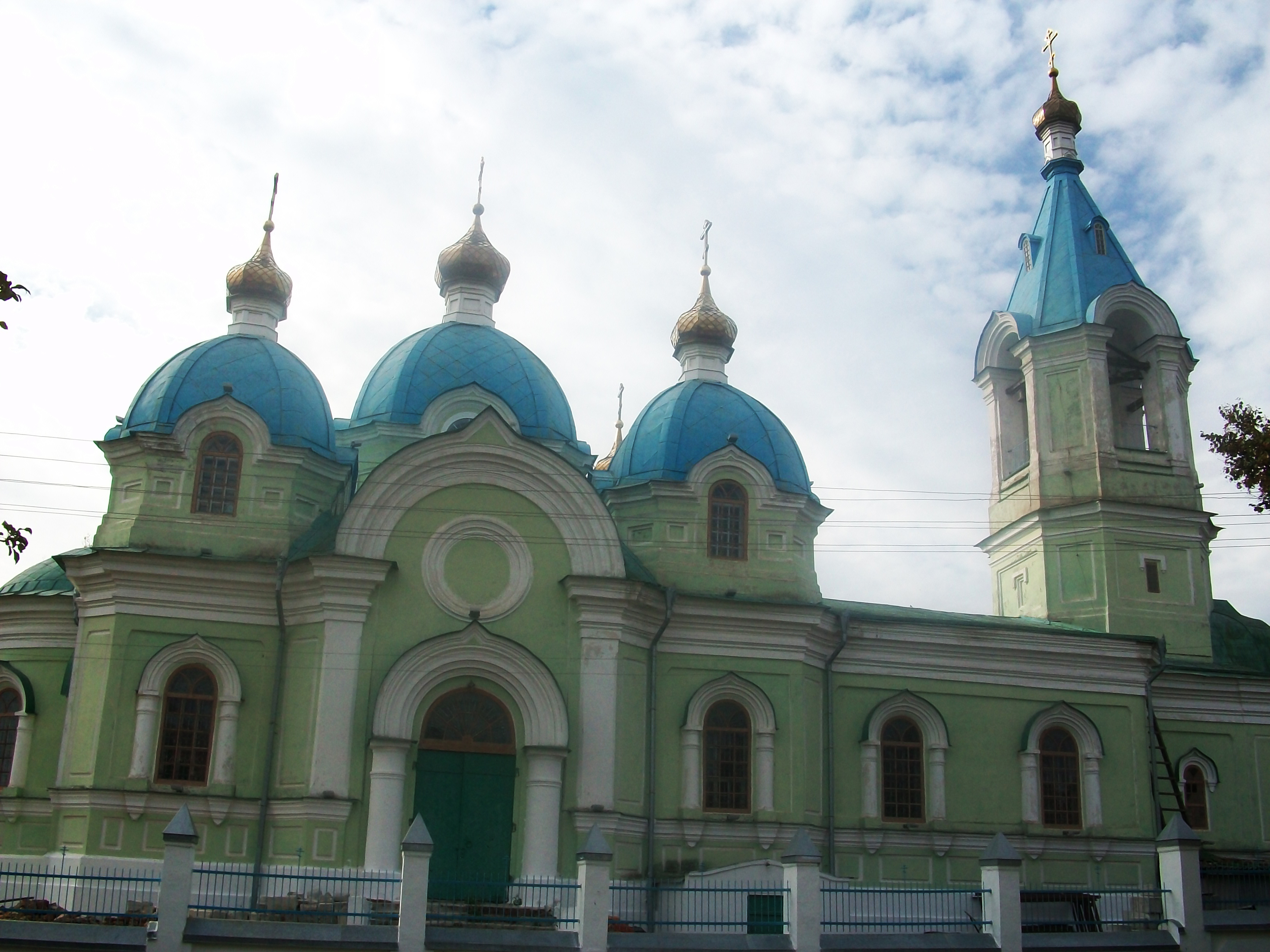
Cerkiew Wniebowstąpienia
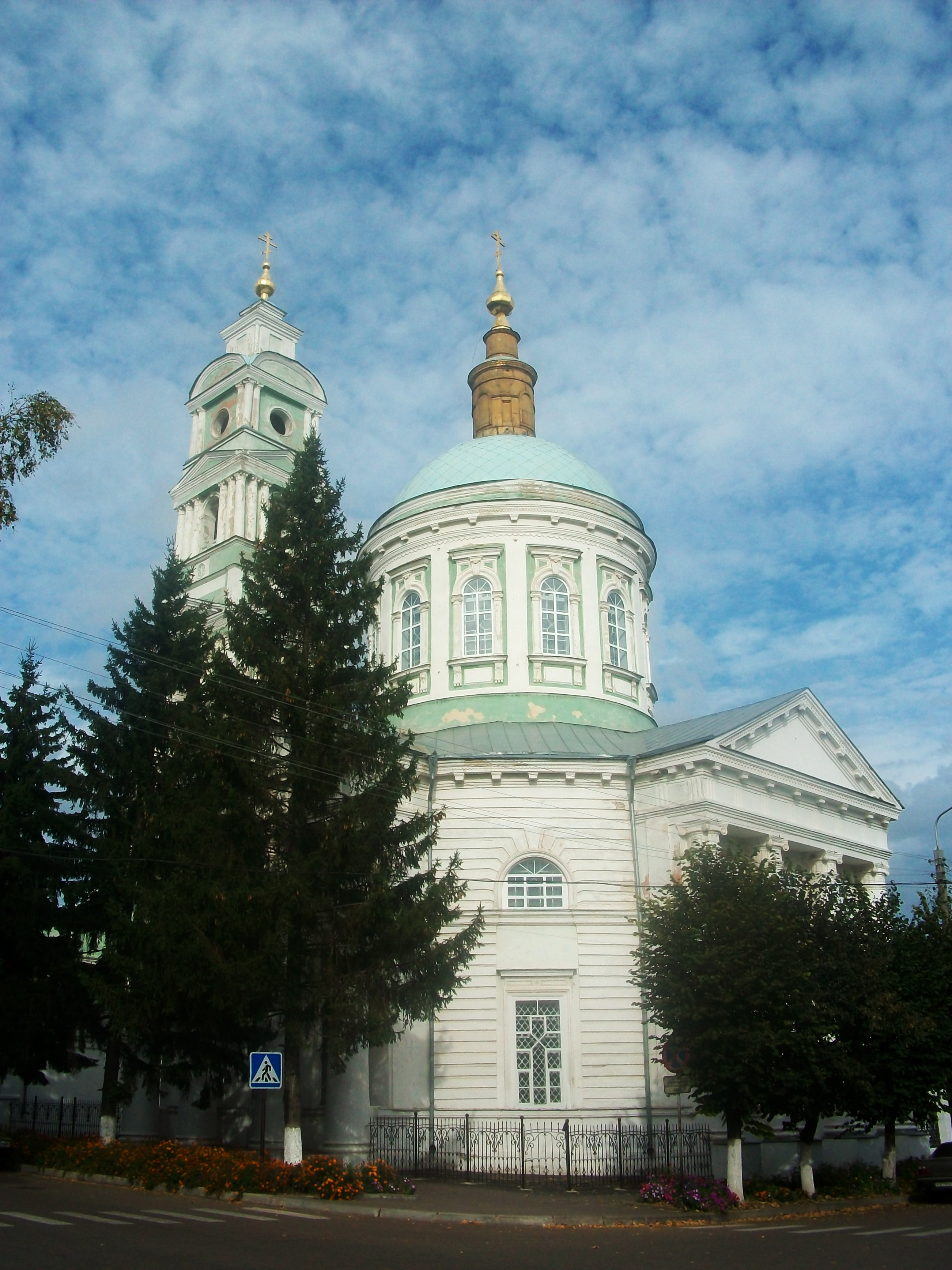
Sobór Opieki Matki Bożej